# Радучешти (Бузау)
Радучешти (рум. Răducești) насеље је у Румунији у округу Бузау у општини Топличени. Oпштина се налази на надморској висини од 164 m.

## Становништво
Према подацима из 2002. године у насељу је живело 411 становника, од којих су сви румунске националности.